# Gep
|  | Per a altres significats, vegeu «Gepa severa». |

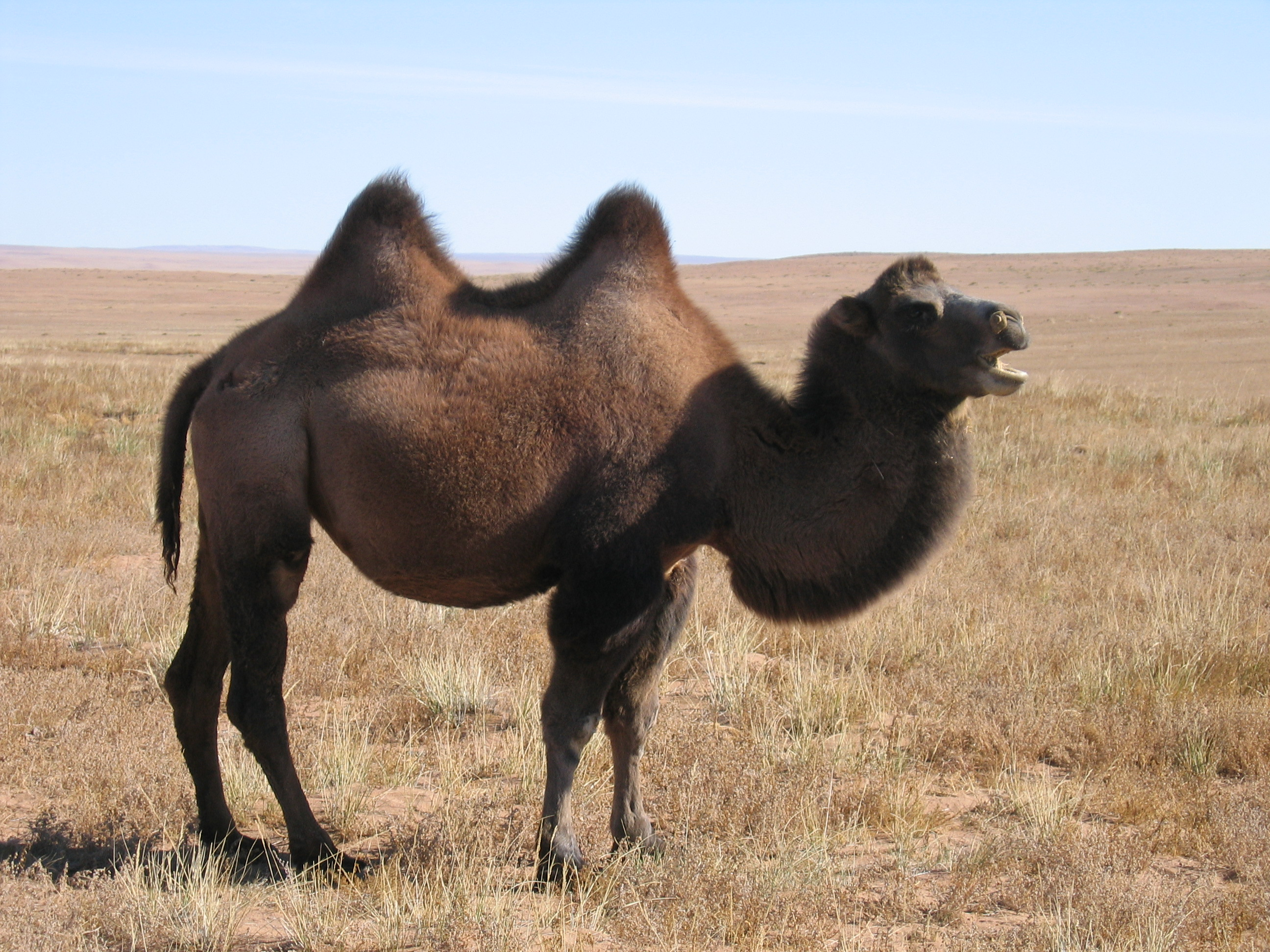
Camell bactrià domèstic.

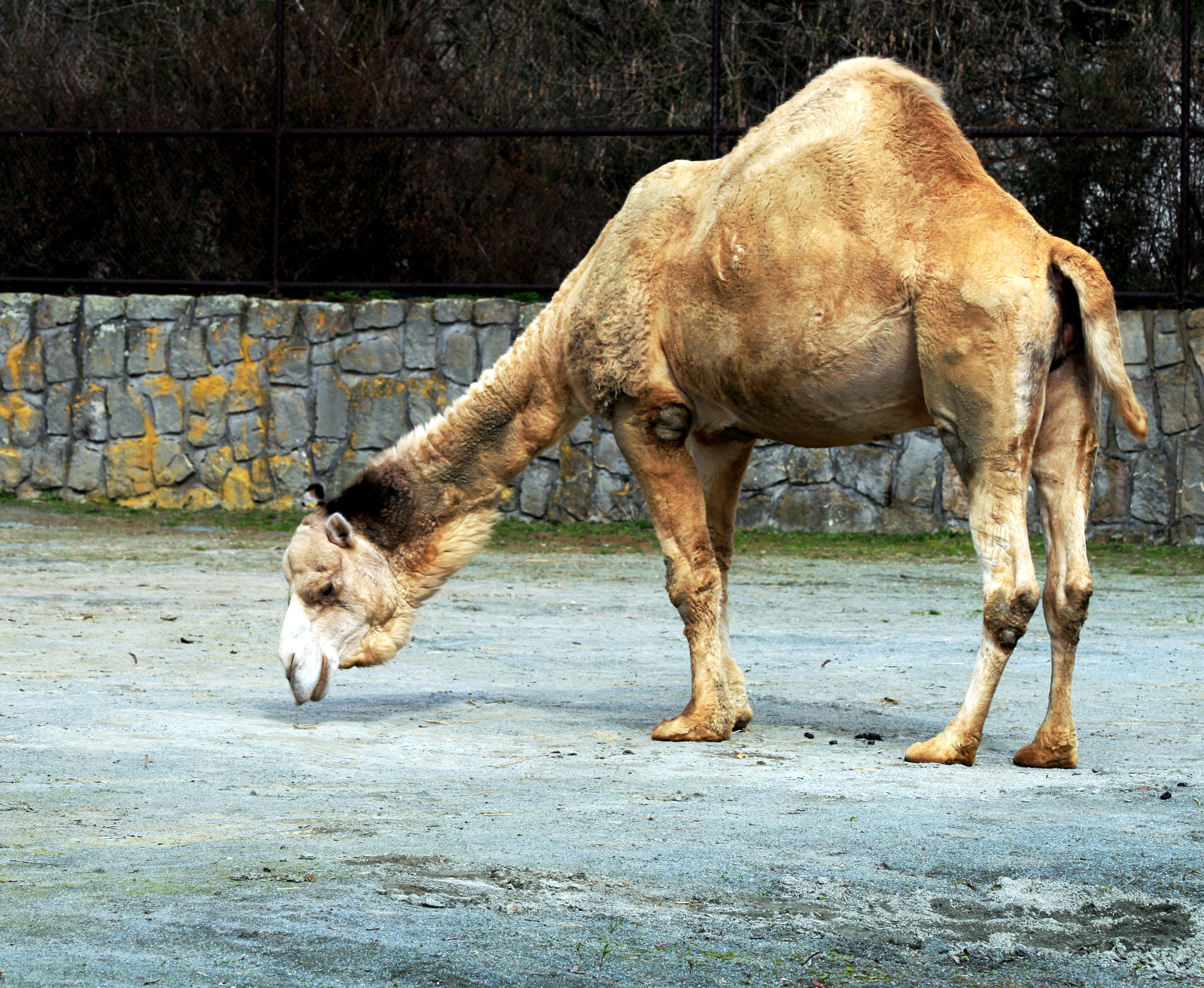
Dromedari.

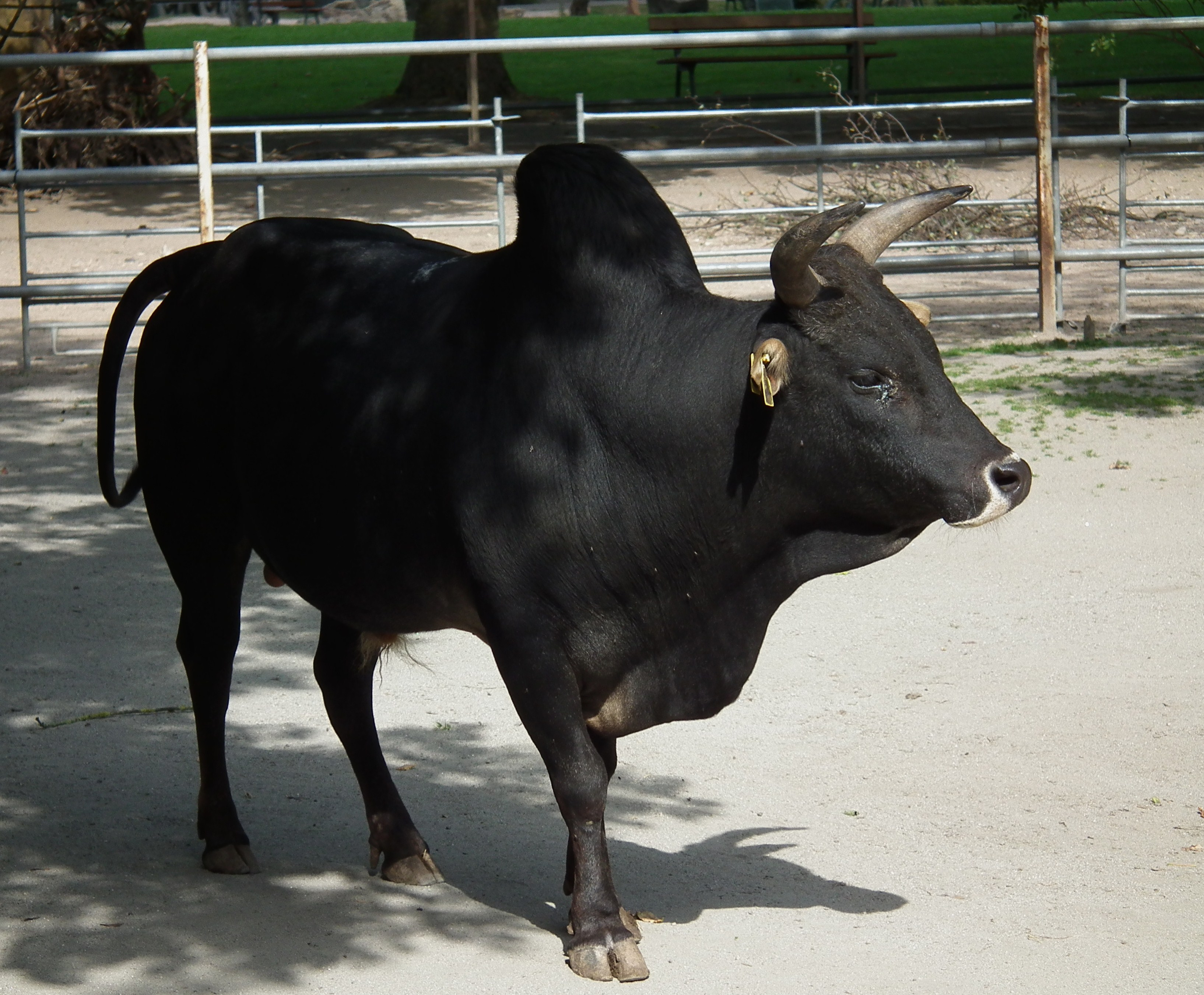
Un Zebú.

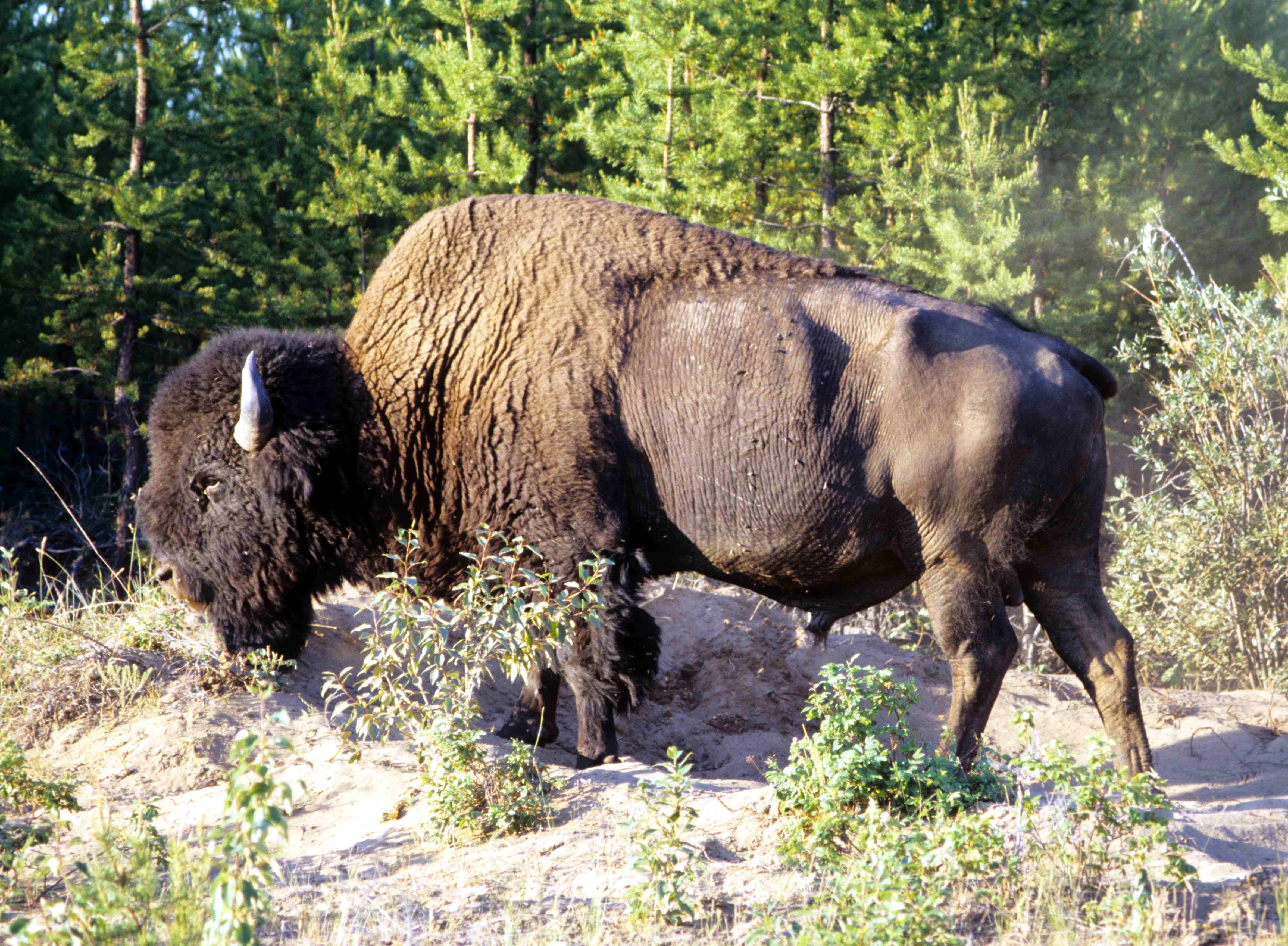
Bisó americà.

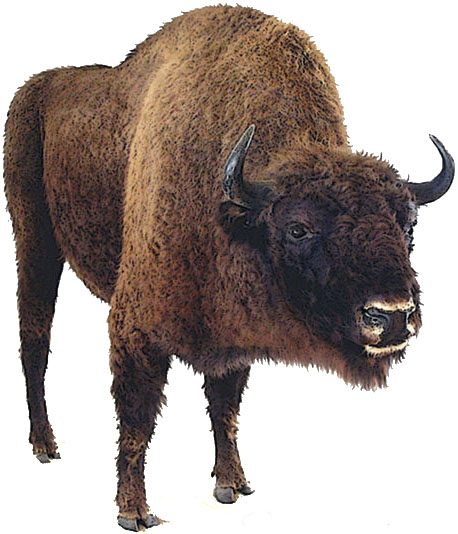
Bisó europeu.

En certs animals denomina gep o gepa a una regió corporal que presenten algunes espècies de mamífers artiodàctils de zones desèrtic-càlides. Els animals de les espècies que les presenten solen ser anomenats comunament “geperuts”.
És una característica natural i intrínseca d'aquestes espècies, de manera que no ha de ser confosa amb la “cifosi”, una anormalitat que es presenta en alguns individus (animals o humans) en la que dits individus mostren un arquejament o curvatura de la seva columna vertebral (de vegades també replicada en el pit) causat per una malformació d'aquesta estructura osteo-fibrocartilaginosa articulada, o la hipercifosi, col·loquialment anomenada gepa severa, una exagerada cifosi que és habitual en persones majors, sent secundària a l'osteoporosi.

## Característiques i utilitat
L'animal d'una espècie “geperuda” es caracteritza per exhibir una o dos gepes a la seva regió dorsal, que poden canviar de grandària i forma segons l'estat fisiològic de l'exemplar. En el cas de les espècies que en tenen dues, poden ser de la mateixa grandària, o més freqüentment de diferent volum, presentant-se des de les molt altes i inflades (formant en els seus costats frontal i posterior uns angles una mica superiors o una mica inferiors a 90°), fins a les flàccides, caigudes cap a un costat del cos.
Si bé la tradició popular afirma que en elles els animals emmagatzemen directament aigua, com una cisterna, es va demostrar que no és així. Si bé els geps sí són dipòsits, no compleixen la funció d'emmagatzemar aigua sinó en realitat teixit adipós. El que passa és que el greix té la qualitat de ser un eficaç aïllant tèrmic, mantenint d'aquesta manera als òrgans corporals amb suficient temperatura en retenir la seva escalfor (evitant que es dissipi a l'atmosfera), protegint-los d'aquesta manera de les baixes temperatures de l'exterior.
Aquesta propietat, que és un útil avantatge a les zones de climes freds, com a contrapartida representa un desavantatge en els climes càlids. Atès que, en un ambient desèrtic és necessari acumular energia en forma de greix, si aquesta es repartís equilibradament per la totalitat del cos (com passa normalment), els grans animals que allí habiten patirien d'una incidència de calor extra a la que ja han de suportar en el clima advers en el que viuen. D'aquí que acumular el greix en un únic lloc els permet mantenir la resta del cos fresc, permetent-los alliberar la calor a l'atmosfera, allunyant-los així del perill d'una sufocació.
Quan es metabolitza el teixit gras que s'acumula en la gepa, es produeix més d'un gram d'aigua per cada gram de greix transformat. Mentre s'allibera l'energia, aquesta metabolització del greix fa que l'aigua s'evapori pels pulmons durant la respiració, ja que l'oxigen és necessari per al procés metabòlic. Així, generalment, hi ha una disminució neta de l'aigua corporal.
Addicionalment també es presenten en espècies de regions temperades o fredes, com les que lluen els integrants del gènere dels bisons, però en aquests les gepes prenen un altre tipus de forma, tenint aspecte de lloms suaus, formant angles molt més grans que els geps que exhibeixen les espècies de les regions desèrtic-càlides.

## Espècies que presenten gepa
Una gepa
- Camelus dromedarius, és el dromedari, el qual posseeix un sol gep. Espècie domèstica de la qual no n'han sobreviscut poblacions silvestres.
- Bos primigenius indicus, és el zebú, una subespècie de boví domèstic originària d'Àsia.
- Bison bison, és el Bisó americà, una espècie de boví salvatge originària d'Amèrica del Nord.
- Bison bonasus, és el Bisó europeu, una espècie de boví salvatge originària d'Euràsia.

Dues gepes
- Camelus bactrianus, és el camell bactrià domèstic; espècie de la qual no n'han sobreviscut poblacions silvestres.
- Camelus ferus, és el camell salvatge o camell bactrià salvatge, l'únic que mai va ser domesticat.